# Wiboradabrunnen (St. Gallen)
Der Wiboradabrunnen ist eine Brunnenanlage vor der Kirche St. Mangen in der Stadt St. Gallen in der Schweiz.

## Geschichte
Anlässlich des 1000. Todestages der heiligen Wiborada wurde der Brunnen 1926 von Josef Büsser geschaffen. Die achteckige Anlage aus rötlichem Sandstein ist einem mittelalterlichen Brunnen nachempfunden. Der Trog zeigt auf der Frontseite die lateinische Jahreszahl 926 und auf der gegenüberliegenden Seite 1926.

## Figur
Auf der runden Säule ist als Brunnenstatue die heilige Wiborada dargestellt. Sie trägt eine Hellebarde und ein Psalmenbuch. Die Klausnerin Wiborada war von den Hunnen erschlagen worden, nachdem sie dem St. Galler Abt den Hunneneinfall angekündigt und ihn veranlasst hatte, die Bücherschätze der Klosterbibliothek in Sicherheit zu bringen.